# Tepilia fastidiosa
Tepilia fastidiosa är en fjärilsart som beskrevs av Paul Dognin 1901. Tepilia fastidiosa ingår i släktet Tepilia och familjen silkesspinnare. Inga underarter finns listade i Catalogue of Life.